# اس‌اس مایاگز
اس‌اس مایاگز (به انگلیسی: SS Mayaguez) یک کشتی بود. این کشتی در سال ۱۹۴۴ ساخته شد.